# Maria Iliuț
Maria Iliuț (n. 23 februarie 1955, Crasna, Cernăuți, RSS Ucraineană, URSS) este o cântăreață română de muzică populară.

## Biografie
În copilărie, Maria mergea la pășune cu vitele și oile. Visa să devină dansatoare. Învață la școala medie din satul natal, între anii 1961-1969.
A intrat la secția dans Colegiul de Iluminare Culturală din Cernăuți, Facultatea Instrumente Populare, secția baian. S-a transferat la secția de instrumente populare în scurt timp.
Din 1973 până în 1977 a fost conducător artistic la Casa de Cultură din satul de baștină din Crasna, Storojineț. 
Au urmat studiile superioare la Institutul de Arte „G. Musicescu” din Chișinău, Facultatea de Dirijare Corală, în anii 1977-1984, îndrumată de Tamara Dercaci și Valentina Bolduratu (dirijat cor), Tatiana Muzîka (istoria muzicii), Felix Biriukov (teorie-solfegiu, armonie).
În timpul studiilor, a fost descoperită de etnomuzicologul Andrei Tamazlâcaru. Începând cu anul 1982, este membră și interpretă la ansamblul etnofolcloric „Tălăncuța”, formațiile „Ștefan Vodă” și „Busuioc moldovenesc” din Chișinău. Între anii 1981-1988 este colaborator la Facultatea de Canto Popular a Institutului de Arte.
În 1985 devine membră a Uniunii Muzicienilor din Moldova.   
În anul 1987 activează ca solistă în Ansamblul Etnofolcloric "Ștefan Vodă", cond. Tudor Ungureanu.  
Din 1987, lucra profesoară la Palatul de creație al copiilor din Chișinău, iar mai recent este lector superior la Facultatea de Arte Frumoase a Universității de Stat din Moldova. A colaborat cu Mihai Amihalachioaie, Gheorghe Banariuc, Petre Neamțu, Nelu Laiu și alți muzicieni. A înregistrat mai multe cântece populare la Radio Moldova, precum Scumpa mea și a noastră fată, Iertăciune, Bătuta ca la Crasna, Bătrâneasca, Busuioace nu te-i coace, Cântă, cuce, că ți-i bine, Pierderea ciobănașului, Sus pe munte cade bruma, Doamne, doamne, greu e dorul, Mamă, câte fete ai ș.a.
A fost laureată a Festivalului-concurs internațional al cântăreților români de pretutindeni de la Drobeta Turnu-Severin, 1989, a Concursului „Cântați cu noi” de la Chișinău, 1989, a Festivalului folcloric național „Șezătoarea” de la Fălticeni, 1992 și a Festivalului-concurs al cântecului păstoresc „Miorița” de la Târgoviște, 1996. A întreprins mai multe turnee în străinătate. A mai fost menționată cu Diploma Ministerului Educației din Republica Moldova și Diploma de Excelență a Consulatului General al României la Cernăuți. Este membră a Uniunii Muzicienilor din Moldova și a Societății Culturale București-Chișinău.
S-a căsătorit la 24 de ani cu instrumentistul Pavel Tamazlâcaru, dar a divorțat după 3 ani. Are un băiat, Marin și este bunică.

## Discografie
- Numai cânt și dor de Bucovina (2004)